# Kápolna
Kápolna è un comune dell'Ungheria di 1.614 abitanti (dati 2001). È situato nella contea di Heves.